# 比吉特·马尔萨克-温克曼
比吉特·马尔萨克-温克曼 ( Birgit Malsack-Winkemann，1964年8月12日—) 是德国极右翼政治人物、前法官，帝国公民成员。 2017年至 2021年期間，她是德國另類選擇黨籍的第19届德国联邦议院议员。温克曼在2021年德国联邦议院選舉失败后，重返柏林地方法院担任法官。
2022年12月7日，由於她涉嫌參與帝国公民發起的2022年德国未遂政变，马尔萨克-温克曼被逮捕。 根據政變計劃，如果政變成功，她将出任新政府的司法部长。 